# 马林韦德
马林韦德（德語：Marienwerder，發音：[maˌʁiːənˈvɛʁdɐ] ⓘ）是德国勃兰登堡州巴尔尼姆县的市镇，面积40.32平方千米，2023年12月31日人口为1,710人。